# 2014-es dél-koreai kompkatasztrófa
A dél-koreai MV Szevol (Sewol) nevű komp 2014. április 16-án szenvedett végzetes balesetet. A hajó helyi idő szerint délelőtt 9 óra (magyar idő szerint hajnali 2 óra) körül adott le vészjelzéseket kb. 3 km-re Kvanmedo (Gwanmaedo) szigetétől, majd hamarosan felborult és két óra alatt elsüllyedt. Kb. 470 személy tartózkodott rajta, többségük az Anszan (Ansan) városi Tanvon (Danwon) középiskola diákjai, akik Incshon (Incheon)ból Csedzsu (Jeju)ra utaztak.
Sok utast a környékbeli halász- és kereskedelmi hajók mentettek ki, mielőtt a koreai partiőrség és haditengerészet hajói, illetve helikopterei megérkeztek. A mentésbe több száz búvárt, rajtuk kívül távirányítású eszközöket, darukat és szakembereket is bevontak. A balesetet 172-en élték túl, 2014-ben 295 halálos áldozatról tudtak, 9 embert eltűntként tartottak nyilván. A hajótest 2017 áprilisi kiemelése után annak belsejében további 4 áldozatot azonosítottak, 5 fő maradványait 2017 szeptemberéig nem találták már meg.
A legutóbbi súlyos dél-koreai kompbaleset 1993 októberében történt, akkor 362 utasból 292-en vesztették életüket. Szintén koreai kötődésű a 2019-es Hableány sétahajó balesete, amikor Budapesten a Dunán közlekedő Hableány felborulása következtében 25 dél-koreai és két magyar vesztette életét.

## Háttér

### A hajó
Az MV Szevol (Sewol)t a japán Hajasikane vállalat gyártotta, és szolgálatát 1994-ben kezdte meg. Dél-Korea 2012 októberében vette át Japántól. Azóta további utaskabinokat építettek be, megnövelve a hajó utasszállítási kapacitását 181 fővel, súlyát 239 tonnával. A 6825 tonnás hajó 146 m hosszú, 22 m széles; 921 utas, 180 jármű és 152 konténer szállítására alkalmas. A hajó maximális sebessége 22 csomó (41 km/h).
A hajó rendszeres ellenőrzéseken esett át, koreai működését 2013. március 15-én kezdte meg. Utoljára 2014. február 19-én esett át egy közepes mértékű biztonsági átvizsgáláson.

### Utasok
A hajón tartózkodó személyek számáról különböző adatok láttak napvilágot, az egyes jelentések 459–477 személyről beszélnek. Közülük kb. 320–325 főt az Anszan (Ansan) városi Tanvon (Danwon) középiskola diákjai, kb. 15-öt tanáraik, kb. 30 főt pedig a személyzet tett ki.

## A baleset

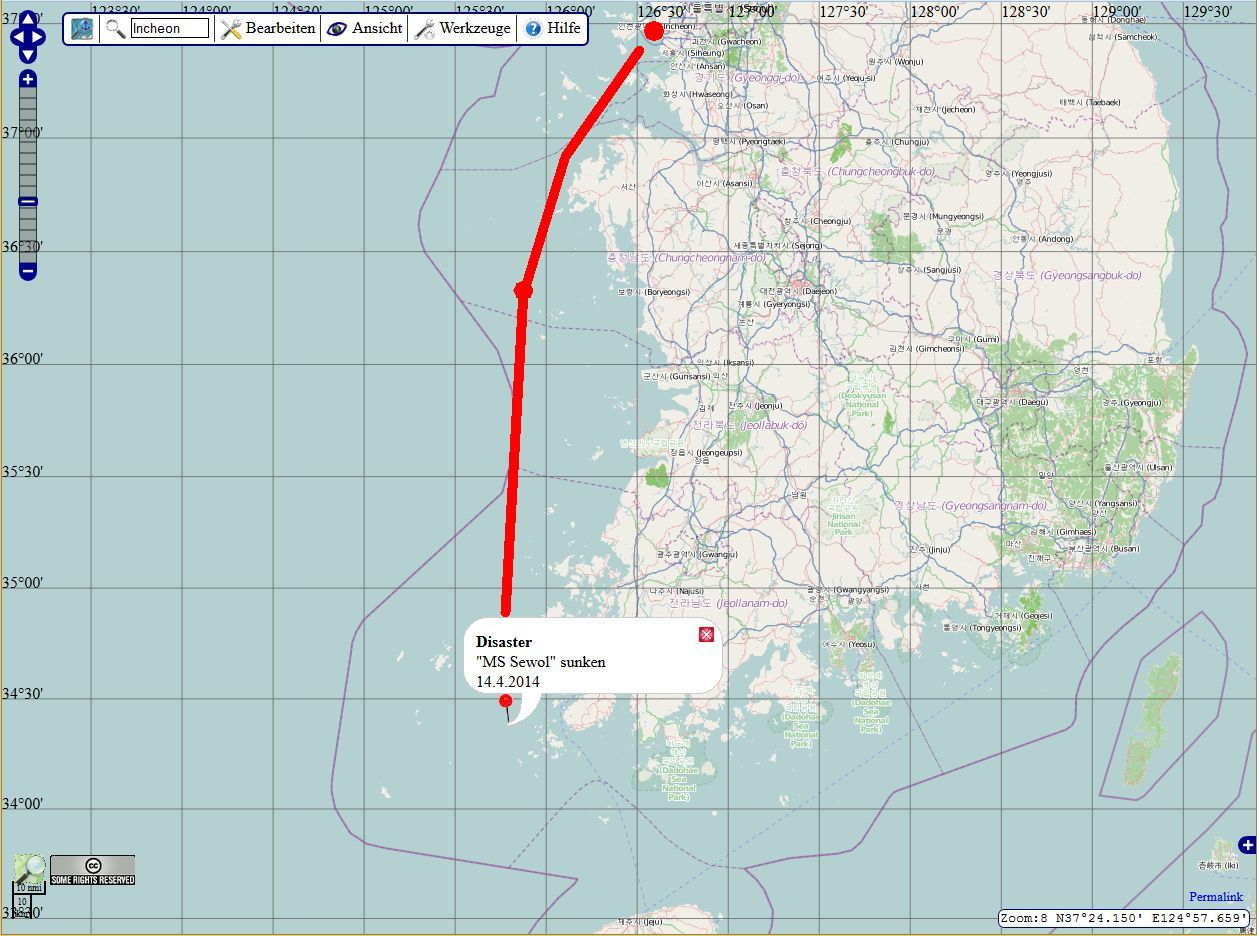
A Szevol (Sewol) útvonala

A hajó egy 400 kilométeres, sűrűn hajózott útvonalon közlekedett Incshon (Incheon) és Csedzsu (Jeju) között, mikor április 16-án reggel víz került a hajóba. A dőlés kb. 25 km-re a délnyugati parttól kezdődött. A hivatalos álláspont szerint a baleset oka egy éles kanyarodás volt, mely helyi idő szerint 8:48 és 8:49 között történt. A baleset idején a tenger nyugodt volt, sziklák vagy zátonyok nem voltak a közelben. Az utasok úgy érezték, megbillent a hajó.
Jelentések szerint rögtön a baleset után a kapitány visszatért a kormányhoz, és megkísérelte kiegyenesíteni a hajót. 8:55-kor a komp kapcsolatba lépett a csindói (jindói) hajóirányító központtal, és kérte őket, értesítsék a partiőrséget, hogy a hajó billeg és veszélyben van. 8:58-kor egy szülő, miután gyermeke szólt neki, értesítette a partiőrséget, hogy a hajó megdőlt. Nem sokkal később állítólag egy nagy dörej hallatszott, a távbeszélőrendszeren keresztül pedig az utasokat többször arra szólították fel, hogy ne mozogjanak. 9:07-kor a központ kapcsolatba lépett a komppal, ekkor a hajóról megerősítették, hogy felborult. 9:14-kor a személyzet közölte, hogy a megdőlés miatt lehetetlenné vált a menekülés. Négy perc múlva hozzátették, hogy több mint 50 fokkal dőlt meg a hajó balra. 9:23-kor a központ utasította a hajó személyzetét, hogy a hangosbemondó rendszeren keresztül kérjék meg az utasokat mentőmellényeik felvételére. A személyzet válaszában közölte, hogy a hangosbemondó rendszer nem működik.
9:30-ra a hajó tovább dőlt 20 fokot balra. 11:18 körül a hajó orra elmerült, 2 m magasan és 20–30 m hosszan látszott ki a vízből. Két nappal később, április 18-án reggel 8 órakor már csak egy méter magasan állt ki a hajó orra a vízből. Délután 1 óra 3 perckor teljesen elsüllyedt.
A kimentett utasok elmondásuk szerint nagy zajt hallottak, és a hajó hirtelen megállt – mintha földet ért volna, noha a víz ott 37 méter mély volt. Szintén elmondták, hogy a hajó távbeszélőrendszerén keresztül azt mondták nekik, miközben süllyedt a hajó, hogy ne mozogjanak.
Elterjedt az a hír, hogy a hajó elsüllyedése után a bent rekedt utasok még szöveges üzeneteket küldtek hozzátartozóiknak és ismerőseiknek. Egy későbbi vizsgálatból azonban kiderült, hogy a hajóban lévő utasok 16-án dél és 17-én 10 óra között nem használták telefonjaikat, és az állítólagos üzenetek hamisak voltak.
Az óceán vize a baleset térségében 12 °C volt, ilyen hideg vízben a kihűlés tünetei 90 perc után jelentkeznek.

## Okok
A partiőrség előzetes következtetése szerint a balesetet egy éles kanyarodás, és a rakomány ennek következtében történt megmozdulása okozta. I Szangjon (Lee Sang-Yun) professzor szerint az éles kanyar további előzménye lehetett a túl nagy sebességgel haladás (erre rácáfolnak a műszerek által mért adatok), majd ilyen sebességgel való áthaladás egy gyorsabb sodrású szakaszon, ahol egy akadály (például egy hullám) megjelenése indokolhatta a gyors irányváltoztatást. Kim Gilszu (Kim Gil-Soo) professzor szerint a hajó szerkezete is okolható a balesetért: a külső és belső erőhatások együttes fellépése miatt dőlhetett meg a hajó. Kong Giljong (Gong Gil-Young) professzor szerint az éles fordulás mellett egy robbanás is történhetett mint másodlagos kiváltó oka a balesetnek.
A nyomozás elején a partiőrség még azt is felvetette, hogy zátonynak ütközhetett a hajó. Később ezt az okot mint lehetségeset elvetette mind a kapitány, mind szakértők.

## Mentés
Április 16-án 8:58-kor megindultak a dél-koreai haditengerészet erői több hajóval és számos katonával. A légierő is több légi járművet indított. A hadsereg 150 speciális katonát és 11 mentőt küldött.
Április 17-én reggel hat órakor 171 hajót, 29 repülőgépet és 30 búvárt vontak be a mentési munkába. A koreai partiőrség 20 búvárt küldött párokba szervezve. A haditengerészet is küldött 8 búvárt. Civilek is segítettek. Délután fél négykor már 555 búvár dolgozott.
Április 18-án 10:50-kor a búvárok bejutottak a hajótestbe, de nem jutottak az utasok közelébe. Magas nyomású oxigént pumpáltak be, abban a reményben, hogy néhány eltűnt utas a hajóban kialakult légbuborékban még életben van.
Április 19-én juttatták ki az első holttesteket a hajó negyedik emeletének kabinjaiból. A partiőrség tervbe vette, hogy megemelik a hajót két-három méterrel, melyhez 3 daru érkezett a helyszínre.
A fentiek mellett távirányított víz alatti járműveket is bevetettek, valamint külföldi szakembereket és úszódarut is a helyszínre rendeltek, hogy segítsék a több száz búvár munkáját.
A mentésben részt vevő búvárok közül a kimerültség mellett többen keszonbetegséget kaptak. Két búvár életét vesztette a keresés során.
A vízalatti keresést 2014. november 11-én befejezték.
2017 márciusában a hajót úszódarukkal a vízfelszínre emelték, majd egy speciális uszályhoz rögzítették. Ezt követően a 90 kilométerre levő Mokpo város kikötőjébe szállították, ahová március 31-én érkezett meg. Itt folytatták a katasztrófa okainak és az eltűntek maradványainak keresését.

### Túlélők és áldozatok
Az első jelentések szerint 368, a süllyedő hajóból korábban kiugró utast sikerült kimenteni a vízből. A dél-koreai kormány későbbi pontosításában 295 eltűnt utasról beszélt. Utóbbi hivatalos adatok szerint a túlélők száma 172, a halálos áldozatoké 295; 9 főt eltűntként tartottak nyilván. Várható volt, hogy a keresett utasok nem mindegyikét találják majd meg a hajó testében, feltehetően többüket elsodorta a tenger, erre utaltak a komptól nagy távolságra talált, valószínűleg tőlük származó tárgyak.
Öt testet végül nem találtak meg. Koporsóikba ruházataikat és a különféle személyes tárgyaikat helyezték el a hozzátartozók. Temetésükre 2017. november 20-án került sor. Ekkor már 1314 nap telt el a Sewol tragédiája után, 223 nappal azt követően, hogy a komp hajótestét a szárazföldre emelték.

### Külföldi segítség
Egy amerikai hadihajó és helikopterei is segítettek a mentőakcióban. A mentőhelikopter azonban nem kapott engedélyt a koreai haditengerészettől, így nem vehetett részt. A japán partiőrség ajánlatát a koreai partiőrség elutasította, megköszönve a szándékot, de nem tartottak igényt speciális segítségre. A hajóban rekedt utasok kereséséhez később Hollandiából szakembereket, Japánból a hajó építőit hívták segítségül, Kínától pedig úszódarukat kértek.

## Nyomozás, tárgyalás
A dél-koreai partiőrség a baleset napján nyomozást indított, különösen a kapitányra, I Dzsunszok (Lee Joon-seok)ra összpontosítva. A kapitányt április 19-én letartóztatták, egyebek mellett gondatlanság és a tengeri jog megsértésének vádjával. Egy videó tanúsága szerint az elsők között hagyta el a hajót. Az is kiderült, hogy a harmadtiszt, akire a kapitány bízta a kormányzást, és aki a balesetet közvetlenül megelőző manővert végrehajtotta, nem rendelkezett megfelelő tapasztalattal. A hajó túlélő legénységéből mindenkit, akinek köze volt a hajó vezetéséhez (15 fő), őrizetbe vettek gondatlanság és a segítségnyújtás elmulasztásának vádjával. Nyomozás indult továbbá a hajó tulajdonosa és üzemeltetője ellen, ugyanis több szabálytalanságra is fény derült: a hajó túl volt terhelve, hagyták hibásan közlekedni, és a személyzet feltehetően nem volt eléggé képzett. Őrizetbe vették az üzemeltető vállalat vezérigazgatóját és négy középvezetőjét; a tulajdonos és fia ellen hajtóvadászat indult. Az üzemeltető céget egyébként a baleset előtti években többször is megbüntették kisebb balesetek, mulasztások miatt. A tulajdonosról, Yoo Byung-eun-ról kiderült továbbá, hogy szektavezér és milliókat sikkasztott el.
Júniusban kezdődött a tárgyalás a hajó személyzete fölött. A kapitányt és három főtisztet emberöléssel vádoltak, ami halálbüntetést is kilátásba helyezett. Összesen mintegy négyszáz embert helyeztek vád alá.
2014 novemberében született ítélet. A komp kapitányát, I Dzsunszok (Lee Joon-seok)ot felmentették a 304 rendbeli emberölés vádja alól, de gondatlanságáért 36 év börtönbüntetést kapott. A hajó főmérnökét 30, a legénység további tizenhárom túlélő tagját pedig fejenként 5–20 év szabadságvesztésre ítélték többek között gondatlanságért és emberölésért. A kompot üzemeltető vállalat vezérigazgatója, Kim Han Szik (Kim Han-sik) 10, néhány további vezetője 3–6 év börtönbüntetést kapott, mert a bíróság szerint annak ellenére üzemeltették a kompot, hogy tudtak szabálytalan átalakításáról és működéséről. Rövidebb szabadságvesztésre ítélték még a hajó meghalt tulajdonosának három hozzátartozóját is.

## Reakciók
Pak Kunhje (Park Geun-hye) dél-koreai elnök maximális erőfeszítésre utasított, minél több túlélő megmentése érdekében. Április 17-én meglátogatta a helyszínt is.  A politikai pártok felfüggesztették választási kampányukat.

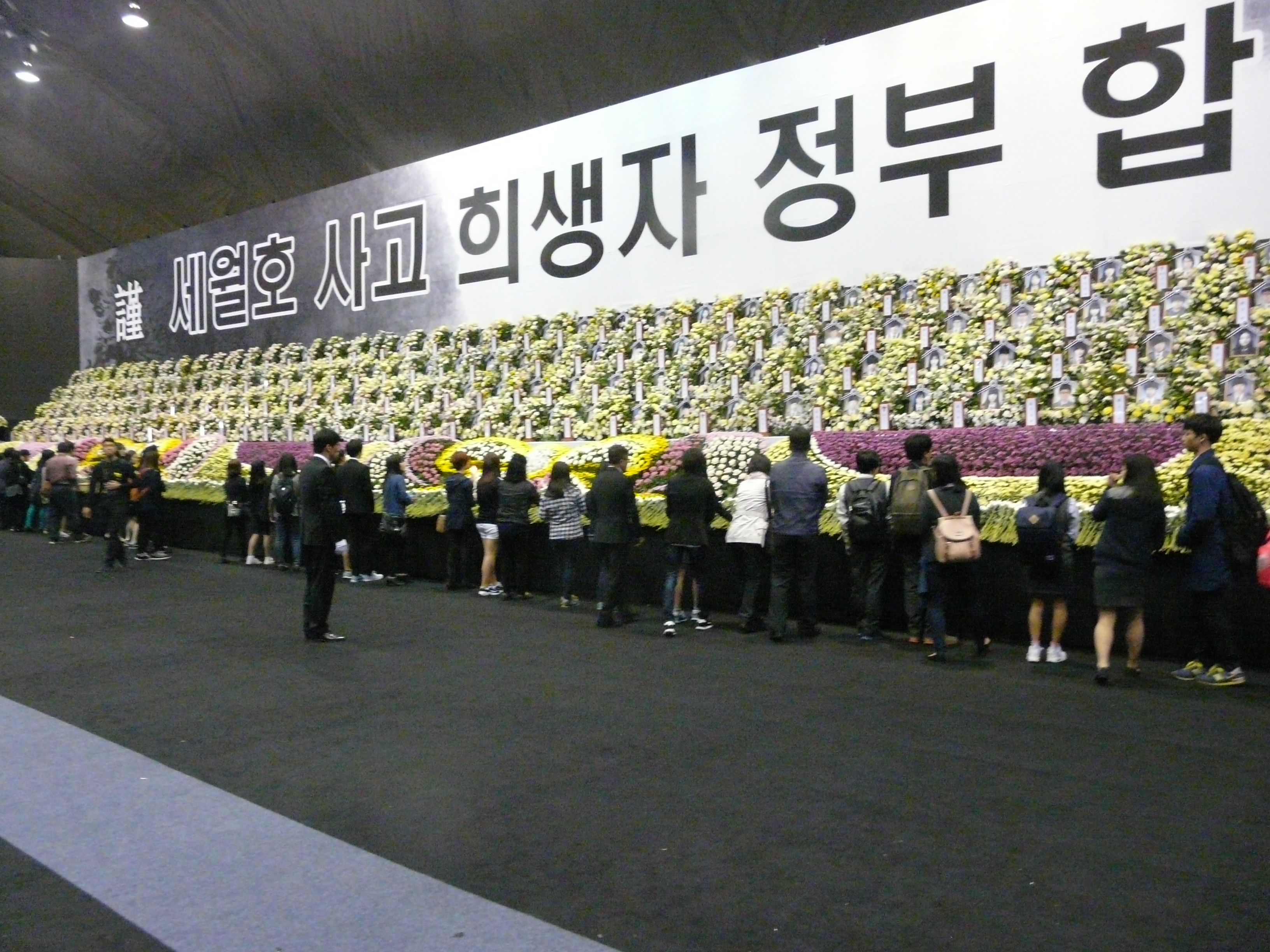
Megemlékezés a Tanvon (Danwon) középiskolához közeli parkban

A baleset után az elsők között fejezte ki részvétét az amerikai, a vietnámi és a kínai elnök, valamint számos ázsiai politikus. Részvéttáviratot küldött Áder János magyar köztársasági elnök is.
Április 17-én a hajót működtető vállalat képviselője bocsánatot kért a balesetért. 19-én a kapitány is bocsánatot kért, amiért „zavart okozott”; azt, hogy az utasokat a helyükön maradásra szólították fel, azzal indokolta, hogy féltette az utasokat az elsodródástól, ha idő előtt kiugranak.
Pak Kunhje (Park Geun-hye) elnök „érthetetlennek és gyilkossághoz hasonlónak” nevezte a kapitány és a legénység néhány tagjának viselkedését.
Április 27-én Csong Hongvon (Jeong Hong-won) dél-koreai miniszterelnök bejelentette lemondását, felelősséget vállalva a baleset utáni kormányintézkedések hibáiért. A miniszterelnököt és kormányát ugyanis sokan kritizálták a baleset kapcsán.
Pak Kunhje (Park Geun-hye) elfogadta a lemondást, de később e döntését visszavonta, a miniszterelnök végül a helyén maradt.
Az államfő május 19-én televíziós üzenetben bocsánatot kért a koreai lakosságtól a katasztrófáért, válaszul a kritikákra, melyek a hatóságok intézkedéseit illették. Egyúttal ígéretet tett az ország biztonsági előírásainak átfogó reformjára, valamint bejelentette a partiőrség feloszlatását.

### Utóélet
Kang Mingju (Kang Min-kyu), a Tanvon (Danwon) középiskola igazgató-helyettese megmenekült a hajóról, de később felakasztva találták Csindó (Jindó)ban, valószínűleg öngyilkos lett. A rendőrség egy jegyzetet talált tárcájában, melyben az igazgató-helyettes leírta, hogy ő szervezte a kirándulást, melyre a hajó utasainak nagy része tartott. Leírta, hogy túl fájdalmas lenne egyedül túlélnie úgy, hogy annyi diák odaveszett.
Júniusban Pak Kunhje (Park Geun-hye) államfő leváltotta a kormány hét miniszterét, azzal a szándékkal, hogy a kormányban – a kompbaleset miatt – megingott bizalmat helyreállítsa.
A komp tulajdonosa, Yoo Byung-eun utána hosszú ideig kutattak, még nyomravezetői díjat (félmillió dollárt) is kitűztek a fejére. A holttestét 2014 júniusában találták meg egy kerti szekrényben, de csak júliusra sikerült azonosítani DNS vizsgálattal, mivel a test már erősen oszlásnak indult. Yoo Byung-eun halálának oka a mai napig nem tisztázott. Idegenkezűségre, vagy öngyilkosságra utaló jeleket nem találtak.

## Fordítás
- Ez a szócikk részben vagy egészben  a(z)   2014 South Korean ferry capsizing című angol Wikipédia-szócikk ezen változatának fordításán alapul.  Az eredeti cikk szerkesztőit annak laptörténete sorolja fel. Ez a jelzés csupán a megfogalmazás eredetét és a szerzői jogokat jelzi, nem szolgál a cikkben szereplő információk forrásmegjelöléseként.